# Neli Marinova
 Neli Marinova  est une ancienne joueuse bulgare de volley-ball née le 27 mai 1971 à Dobritch. Elle mesure 1,75 m et jouait passeuse.

## Clubs
| Club               | Pays        | De        | À         |
| ------------------ | ----------- | --------- | --------- |
| Dobritch           | Bulgarie    | 1986-1987 | 1988-1989 |
| Academik Sofia     | Bulgarie    | 1989-1990 | 1991-1992 |
| CSKA Sofia         | Bulgarie    | 1992-1993 | 1996-1997 |
| Étoile Rouge       | Yougoslavie | 1997-1998 | 1997-1998 |
| Modène             | Italie      | 1998-1999 | 1999-2000 |
| Romanelli Firenze  | Italie      | 2000-2001 | 2001-2001 |
| Modène             | Italie      | 2001-2002 | 2001-2002 |
| Mujeres Albacete   | Espagne     | 2002-2003 | 2002-2003 |
| Chieri             | Italie      | 2003-2004 | 2004-2005 |
| Monte Schiavo Jesi | Italie      | 2005-2006 | 2006-2007 |
| Pérouse            | Italie      | 2007-2008 | 2007-2008 |

## Palmarès

### Clubs
- Ligue des champions 
  - Vainqueur : 2008
- Top Teams Cup
  - Vainqueur :   2005
- Championnat d'Italie 
  - Vainqueur : 2000
- Coupe d'Italie 
  - Vainqueur :  2002
- Supercoupe d'Italie
  - Vainqueur: 2007

### Récompenses individuelles
- Top Teams Cup 2004-2005: Meilleure passeuse.